# آماندا پلکی
آماندا پلکی (انگلیسی: Amanda Pelkey؛ زادهٔ ۲۹ مهٔ ۱۹۹۳) بازیکن هاکی روی یخ اهل ایالات متحده آمریکا است.